# Harpyopsis novaeguineae
La arpía papúa (Harpyopsis novaeguineae) es una especie de ave accipitriforme de la familia Accipitridae, la única del género Harpyopsis. Es un ave de presa de color grisáceo endémica de Nueva Guinea, donde habita en bosques tropicales naturales situados a gran altura. Es el máximo depredador en su hábitat. Se alimenta principalmente de falangéridos.
Es una de las águilas más grandes, sobrepasando con relativa frecuencia los 90 cm de largo. Las hembras son ligeramente mayores a los machos. La arpía papúa es de color grisáceo con reflejos marrones, tiene una cresta completa, amplias alas, pico fuerte y un iris amplio. Su cola es larga y redondeada, de color blanco por debajo. Sus fuertes extremidades desnudas presentan garras afiladas.
No se reconocen subespecies.